# Сырково (Молдова)
Сырково, Сыркова (рум. Sîrcova) — село в Резинском районе Молдавии. Является административным центром коммуны Сырково, включающей также село Пискарешты.

## История
Село было основано в 1724 году русскими старообрядцами на земле, принадлежавшей боярину Илие Стурдзе. В трёх вёрстах от села был основан Серковский старообрядческий монастырь, просуществовавший до 1845 года. Первыми жителями села были Москвичёвы, а позже к ним присоединились Еремеевы, Тимохины, Дьяковы, Лисовы.
С 1911 года в селе действует старообрядческая Покровская церковь, построенная на месте старой деревянной молельни.

## География
Село расположено на высоте 185 метров над уровнем моря.

## Население
По данным переписи населения 2004 года, в селе Сыркова проживает 1821 человек (908 мужчин, 913 женщин).
Этнический состав села:
| Национальность | Число жителей | Процентный состав |
| -------------- | ------------- | ----------------- |
| молдаване      | 1711          | 93,96             |
| русские        | 67            | 3,68              |
| румыны         | 28            | 1,54              |
| украинцы       | 10            | 0,55              |
| гагаузы        | 1             | 0,05              |
| болгары        | 1             | 0,05              |
| прочие         | 3             | 0,16              |
| Всего          | 1821          | 100 %             |